# Shaun Toub
Shaun Toub (en persan: شان توب), né le 6 avril 1963 à Téhéran, est un acteur de cinéma américano-iranien.
Il est surtout connu pour avoir joué Yinsen dans Iron Man (2008) et Iron Man 3 (2013), Farhad Golzari dans Collision (2004), Marlboro dans War Dogs (2016), Majid Javadi dans la série d’espionnage Homeland et Faraz Kamali dans la série israélienne Téhéran (2020).

## Biographie
Shaun Toub, qui est d'origine juive persane, est né à Téhéran, en Iran. Ses parents étaient tous les deux podologues. À deux ans, il a déménagé à Manchester, en Angleterre, où sa mère a fréquenté une école de podologie. Il est retourné en Iran, où il a vécu jusqu'à l'âge de 13 ans, avant de s'installer en Suisse. Il a déménagé à Nashua, New Hampshire pour terminer sa dernière année de lycée. Il a décidé à 5 ans qu'il voulait devenir acteur. Son annuaire de lycée note : « Le gars le plus drôle de l'école et le plus susceptible de réussir dans le monde du divertissement. » Après deux ans d'université dans le Massachusetts, Toub a été transféré à l'USC, University of Southern California, Los Angeles.
Il est actif dans la communauté juive iranienne, à travers divers événements caritatifs et des prises de parole en public. Il a été récipiendaire du prix Sephard au Los Angeles Sephardic Film Festival. Toub réside à Los Angeles, avec sa femme, Lorena.

## Carrière
Par une rencontre fortuite avec un agent talentueux, il a fait irruption dans la scène hollywoodienne. Toub a fait des apparitions dans plus de 100 épisodes télévisés dont Seinfeld, Les Sopranos, Urgences, NCIS, Mariés, deux enfants, Lost, Homeland, Téhéran et divers films réalisés pour la télévision.
Sa filmographie comprend sa performance dans Bad Boys de Michael Bay avec Will Smith et Martin Lawrence, Broken Arrow de John Woo avec John Travolta et Christian Slater et Live from Bagdad de Mick Jackson avec Michael Keaton et Helena Bonham Carter pour HBO. Sa performance en tant que Farhad dans le film oscarisé Crash de Paul Haggis a reçu des critiques positives. Il a joué le rôle du père de la Vierge Marie dans The Nativity Story. Il a également joué Rahim Khan dans The Kite Runner (2007).
Dans le film Iron Man de 2008, Toub a joué Ho Yinsen, un chirurgien retenu captif par des terroristes qui sauve d'abord la vie de Tony Stark puis aide Stark à s'échapper en l'aidant à construire le premier costume d'Iron Man. Toub a repris le rôle dans une apparition dans le film Iron Man 3 de 2013.
Dans la série Grimm, il a joué le rôle de Bonaparte, l'un des méchants de la dernière série.
Depuis 2020, il joue le rôle de Faraz Kamali, un agent du contre-espionnage iranien dans la série d’espionnage israélienne Téhéran diffusée sur Apple TV+ en France.
Il joue également le rôle de Terence dans la série Snowpiercer depuis 2020.

## Filmographie

### Télévision
- 1990 : Columbo (saison 9, épisode 3 : Votez pour moi) : gérant de la laverie automatique

- 1993 : Loïs et Clark : Les Nouvelles Aventures de Superman : Asabi, allié de Lex Luthor
- 2001 : Malcolm : Janic, le collègue au supermarché (Saison 2 épisode 14)
- 2006 : Lost : Sami (saison 3 épisode 11)
- 2008 : Chuck : Dr Mohammad Zammir (Saison 2 épisode 18)
- 2009 : The Unit : Commando d'élite, saison 4 épisode 12 : Misha Belikov
- 2011 : Castle : docteur Philp Boyd, (saison 4 épisode 3), collègue de la victime.
- 2012-2018: Scandal (7 épisodes) : Ambassador Marashi
- 2013-2017: Homeland (10 épisodes) : Majid Javadi[6]
- 2014 : The Blacklist : Commander Kushan (saison 2 épisode 11)
- 2016 : Grimm (saison 5 épisode 19 à 22) : Condrad Bonapart
- 2020- : Snowpiercer : Terence
- 2020- : Téhéran :  Faraz Kamali

### Cinéma
- 1995 : Bad Boys de Michael Bay : l'employé du magasin
- 1996 : Ultime Décision de Stuart Baird : un des terroristes
- 2004 : Collision de Paul Haggis : Farhad Golzari
- 2006 : The Nativity Story de Catherine Hardwicke : Joaquim
- 2007 : The Kite Runner de Marc Foster : Rahim Khan
- 2008 : Iron Man de Jon Favreau : Docteur Yinsen
- 2010 : Le Dernier Maître de l'air de M. Night Shyamalan : Oncle Iroh
- 2011 : Braqueurs de Mike Gunther (en) : Roth
- 2013 : Iron Man 3, de Shane Black : Dr. Yinsen (caméo)
- 2016 : War Dogs de Todd Phillips : Marlboro
- 2020 : Ghosts of War d'Eric Bress : Mr. Helwig